# Alexis Driollet
Pas d'image ? Cliquez ici

a Compétitions nationales et continentales officielles uniquement.

Dernière mise à jour le 13 septembre 202.
Alexis Driollet, né le 10 août 1984 à Enghien-les-Bains, est un joueur français de rugby à XV évoluant au poste de troisième ligne centre.

## Palmarès

### En club
- Champion de France de Pro D2 en 2012 avec le FC Grenoble

### En sélection nationale
- International -21 ans
- International universitaire : 
  - 2005 : 1 sélection (Angleterre U)
  - 2006 : 3 sélections, 2 essais (Angleterre U, Espagne, Angleterre U).